# Sid Wayne
Sid Wayne (Brooklyn, Nueva York, 1922 - Dallas, Texas, 26 de diciembre de 1991) fue un escritor de canciones y letrista estadounidense que escribió muchas canciones reconocidas entre las décadas de 1930 y 1980.
Trabajó con Ben Weisman y Dolores Fuller. Casi todas las películas de Elvis Presley contienen una o más canciones escritas en colaboración con Sid Wayne.

## Canciones más conocidas
Los éxitos por los cuales Wayne es recordado en los Estados Unidos fueron:
- See You In September, escrita con Ben Weisman.
- It’s Impossible, adaptación del tema Somos Novios del compositor mexicano Armando Manzanero (1935–2020).
- Mangos, escrita con Dee Libbey.
- Two Different Worlds, escrita con Al Frisch.
- I Need Your Love Tonight, escrita con Bix Reichner.

## Plagio
En 1970, Wayne tradujo al inglés la canción Somos novios del compositor mexicano Armando Manzanero. En los últimos tiempos ha surgido un relato sobre una supuesta denuncia de Sid Wayne (a pesar de que su versión es posterior) hacia Manzanero por plagio. Pero fue el mismo compositor mexicano quien desmintió esto en 2013, en una entrevista televisiva en el programa argentino Tiene la palabra:
"El que escribió la letra (en inglés) se llama Sid Wayne, no solo no me hizo ningún juicio sino que quedó muy agradecido, porque jurídicamente se acostumbra que cuando una canción tiene letra original, quien hace la versión en otro idioma se lleva el 35% (de las ganancias obtenidas) y con Sid Wayne fue tanto el gusto de que me haya dado ese éxito tan grande, que le di el 50%."

## Filmografía
Roustabout (1964)
- Canción: It's Carnival Time (escrita por Ben Weisman & Sid Wayne)

Flaming Star (1960)
- Canción: Flaming Star (escrita por Sid Wayne & Sherman Edwards)

Fun in Acapulco (1963)
- Canción: Fun In Acapulco (escrita por Ben Weisman & Sid Wayne)
- Canción: Slowly But Surely (escrita por Ben Weisman & Sid Wayne)

G.I. Blues (1960)
- Canción: Tonight Is So Right For Love (escrita por Sid Wayne & Abner Silver)
- Canción: What's She Really Like (escrita por Sid Wayne & Abner Silver)
- Canción: Frankfort Special (escrita por Sid Wayne & Stoney Edwards)
- Canción: Big Boots (escrita por Sid Wayne & Stoney Edwards)
- Canción: Didja' Ever (escrita por Sid Wayne & Stoney Edwards)

Follow That Dream (1962)
- Canción: What A Wonderful Life (escrita por Sid Wayne & Jerry Livingston)

It Happened at the World's Fair (1963)
- Canción: Happy Ending (escrita por Ben Weisman & Sid Wayne)

Girl Happy (1965)
- Canción: Cross My Heart and Hope To Die (escrita por Ben Weisman & Sid Wayne)
- Canción: Do The Clam (escrita por Ben Weisman, Sid Wayne, Dolores Fuller)

Tickle Me (1965)
- Canción: Slowly But Surely (escrita por Ben Weisman & Sid Wayne)

Frankie and Johnny (1966)
- Canción: Frankie And Johnny (escrita por Jimmie Rodgers, Ben Weisman, Sid Wayne, Fred Karger)
- Canción: Chesay (escrita por Ben Weisman, Sid Wayne, Fred Karger)
- Canción: Hard Luck (escrita por Ben Weisman & Sid Wayne)

Paradise, Hawaiian Style (1966)
- Canción: Dog's Life (escrita por Ben Weisman & Sid Wayne)

Spinout (1966)
- Canción: Spinout (escrita por Ben Weisman, Sid Wayne, Dolores Fuller)
- Canción: I'll Be Back (escrita por Ben Weisman & Sid Wayne)

Easy Come, Easy Go (1967)
- Canción: Easy Come Easy Go (escrita por Sid Wayne & Ben Weisman)

Double Trouble (1967)
- Canción: It Won't Be Long (escrita por Ben Weisman & Sid Wayne)

Clambake (1967)
- Canción: Clambake (escrita por Ben Weisman & Sid Wayne)
- Canción: How Can You Lose What You Never Had (escrita por Ben Weisman & Sid Wayne)

Stay Away, Joe (1968)
- Canción: Stay Away, Joe (escrita por Sid Wayne & Ben Weisman)

Speedway (1968)
- Canción: Who Are You (Who Am I) (escrita por Ben Weisman & Sid Wayne)
- Canción: He's Your Uncle Not Your Dad (escrita por Ben Weisman & Sid Wayne)